# ابن القاصح
ابن القاصح (716 - 801 هـ / 1315 - 1399 م) هو عالم بالقراءات، من أهل بغداد.
هو أبو القاسم (أو أبو البقاء) علي بن عثمان بن محمد بن أحمد بن الحسن المعروف بابن القاصح العذري البغدادي ثم المصري الشافعي المقرئ.

## آثاره
من آثاره:
- «سراج القارئ المبتدي وتذكرة المقرئ المنتهي» وهو شرح على الشاطبية.
- «تلخيص الفوائد في شرح عقيلة أرباب القصائد» في شرح رائية الشاطبي المسماة «عقيلة أتراب القصائد» في رسم المصحف.
- «قرة العين» في التجويد.